# Para-choque

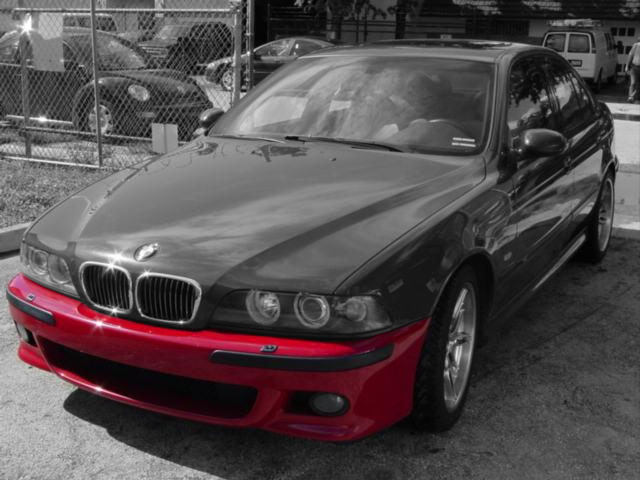
Para-choque de uma BMW destacado em vermelho.

Para-choque ou para-choques é uma peça de material resistente colocada horizontalmente na área frontal e na traseira de veículos automotores para amortecer eventuais choques e evitar danos à carroceria.

## Função
Como o próprio nome já sugere, essa peça serve essencialmente para absorver impactos que os veículos possam sofrer, tanto em suas partes traseiras quanto nas dianteiras. 
Esse item é  indispensável, de modo que sua ausência pode significar multa e até mesmo apreensão do veículo, uma vez que se trata de item de segurança.  Essa peça vai evitar que várias outras partes importantes do carro sejam danificadas em uma colisão. Além disso, o para-choque diminui a propagação do impacto de um acidente, minimizando os danos aos passageiros do veículo.

Além da segurança, essas peças também fazem parte da estética do automóvel, complementando o visual do veículo. A estética também vai se aliar com a aerodinâmica do carro, especialmente no para-choque dianteiro, que tende a ser mais inclinado e ganhar formas mais angulosas em veículos esportivos, justamente por este motivo.